# Zi (branche terrestre)
Pour les articles homonymes, voir Zi.

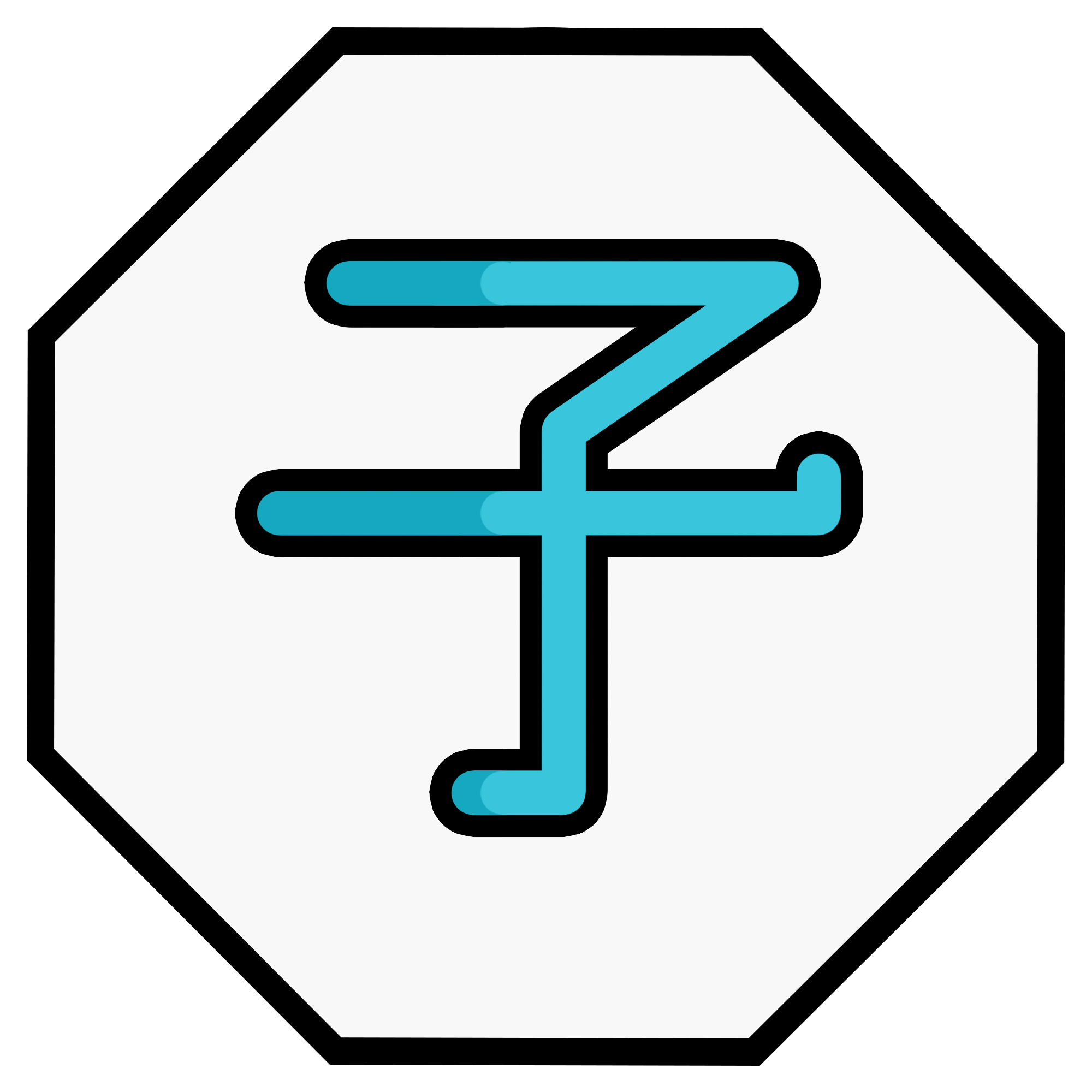
Zodiaque chinois, 子 (Branche terrestre)- Icône dessinée par Bruce The Deus représentant un signes du zodiaque chinois.

Zi ou tseu (子, pinyin : zì) est la première branche terrestre du cycle sexagésimal chinois, précédée par hai et suivie par chou.
Dans l'astrologie chinoise, zi correspond au signe du rat.  Dans la théorie des cinq éléments, zi est de l'élément eau, et dans la théorie du Yin et du yang, au yáng. En tant que point cardinal, zi représente le nord.
Le mois du zi correspond au 11e mois du calendrier lunaire chinois et l’heure du zi, ou « heure du rat » à la période allant de 23 h à 01 h.

## Combinaisons dans le calendrier sexagésimal
Dans le cycle sexagésimal chinois, la branche terrestre zi peut s'associer avec les tiges célestes jia, bing, wu, geng, et ren pour former les combinaisons :
- Jiazi
- Bingzi
- Wuzi
- Gengzi
- Renzi